# Provinz Chañaral
Die Provinz Chañaral (spanisch Provincia de Chañaral) ist eine Provinz in der chilenischen Región de Atacama. Die Hauptstadt ist Chañaral. Beim Zensus 2017 lag die Einwohnerzahl bei 26.144 Personen.

## Geografie
Die Provinz grenzt im Westen an den Pazifischen Ozean, im Norden an die Provinz Antofagasta, im Osten an Argentinien und im Süden an die Provinz Copiapó.

## Gemeinden
Die Provinz Chañaral gliedert sich in zwei Gemeinden:
1. Chañaral
2. Diego de Almagro